# Funció de Horn
En la teoria de les funcions especials en les matemàtiques, les funcions de Horn (que duen el nom del matemàtic alemany Jakob Horn) són les 34 diferents funcions hipergeomètriques d'ordre 2 (que per exemple amb dues variables independents), enumerades per Horn (1931) (i corregides per Borngässer (1933)). Estan llistades a (Erdélyi 1953, section 5.7.1). B. C. Carlson va revelar un problema amb l'esquema de classificació de les funcions de Horn.